# Vajra

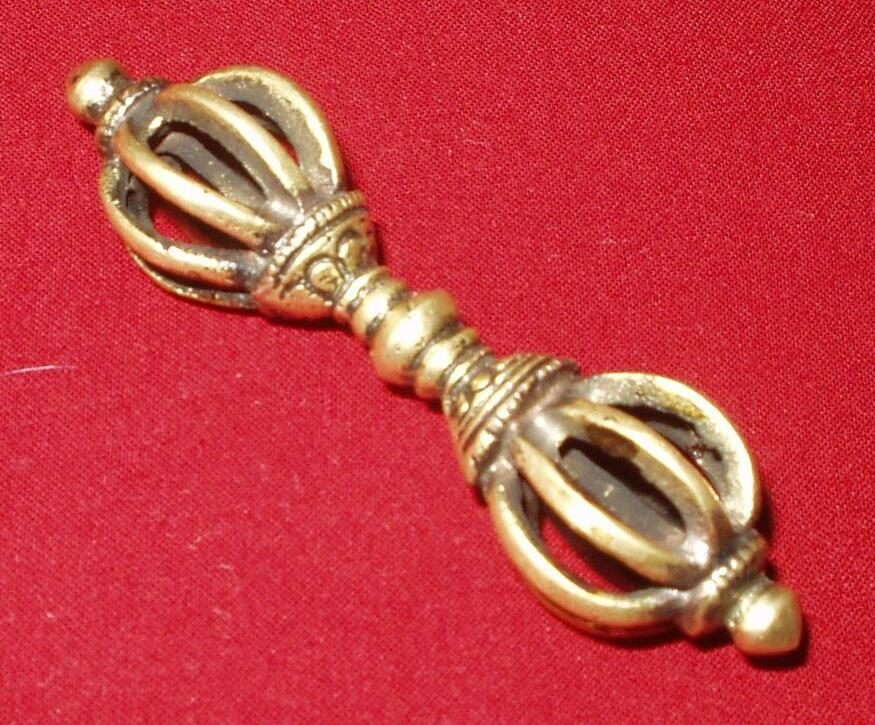
Un vajra de oro.

En idioma sánscrito, la palabra vajra (pronunciada vashra) significa tanto ‘diamante’ como ‘rayo’.
- vajra, en el sistema AITS (alfabeto internacional de transliteración sánscrita), en el que la letra jota se pronuncia como en el inglés John.[1]
- वज्र, en escritura devánagari.[1]
- Etimología: ‘lo duro’ o ‘lo poderoso’. Representa la dureza del diamante y la fuerza irresistible del rayo.[1]

## En el hinduismo
En el hinduismo se llama así al astra (arma celestial) de Indra, que fue realizado artesanalmente por Vishuá Karma (el artesano y arquitecto de los dioses) a partir de los huesos del rishí Dadhichi. Según la descripción en el Rig-veda (mediados del II milenio a. C.), el texto más antiguo de la literatura de la India, el vajra tenía la forma de un disco circular. Más tarde en los Puranas (primeros siglos antes de la era común) se lo describe como dos rayos transversales que se cruzan formando una equis. A veces se le aplica este nombre a armas similares utilizadas por varios dioses o seres sobrehumanos, o a cualquier arma mítica que puede destruir encantamientos o magias.
También se le llama maniu (‘ira’). Cuando está acompañado por apām (‘agua’) es un chorro de agua.
También se llama vajra a los rayos eléctricos que caen del cielo, que se creía que se generaban a partir de la energía centrífuga del vajra circular de Indra cuando lo lanzaba contra un enemigo.
En la actualidad, el vajra es un arma simbólica religiosa de oro, consistente en una esfera con dos lotos a sus lados los que se prolongan en cinco o nueve rayos, habiendo siempre un rayo dispuesto de manera central.
Seria el arma celestial más importante de Indra junto a la Red de Indra.

## En el budismo
En Tíbet, Bután y Nepal, el vajra tiene forma de campana y recibe el nombre de dorje, que también es el nombre comúnmente usado para el falo.
Puede vérselo en la representación de numerosas deidades budistas.